# سارة سونغ (ممثلة)
سارة سونغ (بالإنجليزية: Sarah Song)‏ هي ممثلة أسترالية، ولدت في 9 أغسطس 1985 في غوانزو في الصين.